# Old Navy
Old Navy è una azienda di abbigliamento di proprietà della Gap, Inc., fondata nel 1994 a San Francisco. Opera insieme alla case madre sia a San Francisco che a San Bruno, in California.